# Arthur Kane
Arthur Kane (3 de fevereiro de 1949 – 13 de julho de 2004) foi um músico estadunidense, mais conhecido como baixista da banda de rock The New York Dolls.

## Infância e adolescência
Nascido Arthur Harold Kane Jr. no Bronx na cidade de Nova York filho de Erna e Harold Kane. Seus ancestrais de parte materna vinham da Suíça. Sua mãe morreu quando ele era jovem e seu relacionamento com o pai entrou em declínio. Se graduou na escola "Martin Van Buren High School" no Queens. Ele primeiramente tocou baixo na banda "Actress" com outros integrantes do New York Dolls.
Arthur foi estudante de ciência e engenharia de alimentos no Instituto "Pratt" no Brooklyn. Durante seus primeiros anos lá, Arthur conheceu estudantes de artes como Eric Marshall (mais tarde viria a tocar saxofone na banda Marbles e junto com Sylvain Sylvain com a banda Criminals). No seu terceiro ano no "Pratt" ele parou de ir às aulas, estava dividindo um apartamento com Dave Trott, e estava com vontade de começar uma banda. Aos completar 21 anos herdou um dinheiro que usou para se mudar para Amsterdam, esperando encontrar músicos que tivessem seu gosto musical.

## New York Dolls
Em um tempo em que as performances de roqueiros tinham notoriedade por movimentos fora do comum no palco, Arthur ganhou fama por suas performances parado, com alguns chamando ele de "a única estátua viva do Rock n Roll". Durante seu sucesso com os Dolls, Arthur namorou mulheres atipicamente altas, incluindo Stacia do Hawkwind.

## Pós Dolls
Depois dos Dolls terminarem, Arthur colaborou com Blackie Lawless do W.A.S.P. em um projeto chamado "Killer Kane", que resultou no single "Mr. Cool". Blackie era uma amiga antiga do Bronx e substituiu Johnny Thunders durante uma turnê dos Dolls na Flórida em 1975. Ele também tomou parte em algumas tentativas de bandas como o The Idols (com Jerry Nolan) e The Corpse Grinders (com Rick Rivets). Ele tocou com Johnny Thunders em algumas turnês durante os anos 80. Um por um desses projetos falhou, e Arthur começou a pensar que não havia mais espaço na música para ele, e que o pouco material de sucesso que fez com os Dolls seriam a maior marca em sua carreira. Ele se viu vivendo na pobreza e obscuridade pelo resto da vida. Essa amargura tomou conta de si enquanto via banda após banda diretamente inspirada pelos Dolls serem catapultadas ao estrelato, e os outros membros dos Dolls continuarem suas carreiras. O cantor dos Dolls, David Johansen, a quem ele via como um rival, encontrou sucesso como "Buster Poindexter".
Como resultado, a frustração de Arthur com a música cresceu (apesar de continuar tocando e até mesmo ter aprendido a tocar harmônica durante esse período). Ele se mudo de Nova Iorque para Los Angeles, mas não conseguiu escapar de seus arrependimentos. Seu ciúme e falta de criatividade, aliados ao alcoolismo e o fim de seu casamento, o levaram a uma depressão profunda. Apesar da lenda urbana de que Arthur era um viciado em drogas, esse não era o caso; sua verdadeira desgraça foi o álcool. Depois de ver David Johansen interpretar "o fantasma do natal passado" na comédia Scrooged, Arthur se embebedou e pulou de uma janela da altura do terceiro andar de um prédio. Por sorte uma porta cobriu sua queda, mas o impacto causou um dano superficial no seu cérebro e afetou sua fala.
Arthur surpreendeu todos que o conheciam quando, em 1989, ele entrou para A Igreja de Jesus Cristo dos Santos dos Últimos Dias. Ele continuou fazendo trabalhos voluntários como bibliotecário no Templo de Los Angeles. Em 1992, foi severamente espancado por um bastão de baseball enquanto estava voltando para casa durante os tumultos pela causa de Rodney King, e deixado como se estivesse morto. Ele ficou internado no hospital por quase um ano e acabou com uma placa de metal na cabeça.

## "New York Doll" e a reunião
No começo dos anos 2000, Arthur conheceu o produtor de filmes Greg Whiteley através de seu trabalho com a igreja, e os dois se tornaram amigos. Greg teve a ideia de documentar a vida de Arthur em filme, e em 2004, Morrissey deu um ímpeto ao projeto quando ofereceu à Arthur a oportunidade de se reunir os membros sobreviventes dos Dolls (Syl Sylvain e David Johansen) para um show em Londres como parte do festival Meltdown Festival. Whiteley filmou as experiências de Arthur se preparando para a performance, que foi para Arthur o auge de seu sonho de 30 anos atrás. No processo de preparação para o show, Arthur comprou seu baixo de volta de uma loja de penhores com dinheiro emprestado da igreja, se reconciliou com David Johansen, e colocou sua roupa de palco na casa do fundador da igreja Joseph Smith Jr.. As filmagens resultaram no documentário de 2005 intitulado "New York Doll", lançado no Sundace Film Festival.

## Morte e legado
Em 13 de julho de 2004, apenas 22 dias depois do show de reunião, Arthur pensou que havia pego uma gripe em Londres, e foi para um pronto socorro em Los Angeles, reclamando de fadiga. Ele recebeu rapidamente o diagnóstico de leucemia, e morreu depois de duas horas. Ele tinha 55 anos. Johansen escrever sobre a morte de Arthur: "It's good to know that he went out on a high point in his musical life, but he will be sorely missed."(Traduzido livremente: "É bom saber que ele se foi enquanto estava num ponto alto de sua carreira musical, mas com certeza ele irá fazer falta"). Tributos anuais à memória e influência de Arthur Kane foram mantidas no Continental na cidade de Nova York até o seu fechamento em 2006. [carece de fontes?]